# Werner Windhaus
Werner Windhaus fue un deportista alemán que compitió en bobsleigh en la modalidad cuádruple. Ganó dos medallas en el Campeonato Mundial de Bobsleigh, plata en 1938 y bronce en 1939.

## Palmarés internacional
| Campeonato Mundial | Campeonato Mundial                | Campeonato Mundial | Campeonato Mundial |
| Año                | Lugar                             | Medalla            | Prueba             |
| ------------------ | --------------------------------- | ------------------ | ------------------ |
| 1938               | Garmisch-Partenkirchen (Alemania) | Medalla de plata   | Cuádruple          |
| 1939               | Cortina d'Ampezzo (Italia)        | Medalla de bronce  | Cuádruple          |